# Guainville
Guainville är en kommun i departementet Eure-et-Loir i regionen Centre-Val de Loire strax norr om centrala Frankrike. Kommunen ligger i kantonen Anet som tillhör arrondissementet Dreux. År 2022 hade Guainville 684 invånare.

## Befolkningsutveckling
Antalet invånare i kommunen Guainville
Referens:INSEE